# Латышский легион СС
Латышский легион СС, официально — Латышский добровольческий легион СС (латыш. Latviešu SS brīvprātīgo leģions, нем. Lettische SS-Freiwilligen-Legion), — национальное воинское формирование, созданное германским командованием в годы Второй мировой войны на территории Латвии. Данное соединение входило в состав войск СС и было сформировано из двух дивизий СС: 15-й гренадерской и 19-й гренадерской.
МИД Латвии указывает, что за время существования легиона через него прошло около 115 тысяч человек.

## История создания

### Предыстория
После оккупации западных районов СССР в тылу у гитлеровцев началась партизанская война, что повлияло на решение Гитлера разрешить не планировавшееся ранее создание национальных вооружённых формирований из числа жителей оккупированной территории СССР. 25 августа 1941 г. командующий группой армий «Север» генерал-фельдмаршал фон Лееб официально разрешил принимать на службу литовцев, эстонцев и латышей и создавать из них особые команды и добровольческие батальоны. Осенью 1941 года в Латвии на базе «отрядов самообороны» стали формироваться регулярные полицейские батальоны, которым поручались карательные операции. В октябре 1941 года первый латышский батальон был направлен на борьбу с партизанами в Псковскую область, а в декабре того же года латышские полицейские участвовали в карательных акциях на территории Белоруссии. На Кавказе летом 1942 г. в тылу немецких войск «наводили порядок» 18-й и 27-й латвийские полицейские батальоны.
Всего за годы Великой Отечественной войны в Латвии был сформирован 41 такой батальон (для сравнения: в Литве — 23, а в Эстонии — 26), в среднем по 300 человек.
В 1942 году латвийская гражданская администрация для помощи вермахту предложила немецкой стороне создать на добровольческой основе вооружённые силы общей численностью 100 тыс. человек с условием признания после окончания войны независимости Латвии. Гитлер отверг это предложение.
После потерь, понесённых немецкой армией после зимнего (1941—1942 гг.) контрнаступления Красной армии под Москвой, Гитлер был вынужден передать «национальные» полицейские подразделения германскому военному командованию как резерв для боевых действий и борьбы с партизанами.
В феврале 1942 г. на базе 16, 19, 21 и 24-го латышских батальонов была создана 2-я моторизованная бригада СС (2.SS-Infantereie-Brigade (mot). Осенью 1942 г. она была переброшена на Восточный фронт под Ленинград.
24 января 1943 г. рейхсфюрер СС Генрих Гиммлер во время поездки на Восточный фронт на основании устного «разрешения и повеления» Гитлера приказал объединить воевавшие под Ленинградом 19-й и 21-й латышские полицейские батальоны в составе 2-й моторизованной бригады СС присвоив им наименование «Латышский добровольческий легион СС».
В ноябре 1943 г. из состава 39-го и 40-го латышских добровольческих полков была создана 2-я латышская добровольческая бригада СС. Она участвовала в боевых действиях против частей Красной Армии с ноября 1943 г. по 18 января 1944 г. на различных участках группы армии «Север».

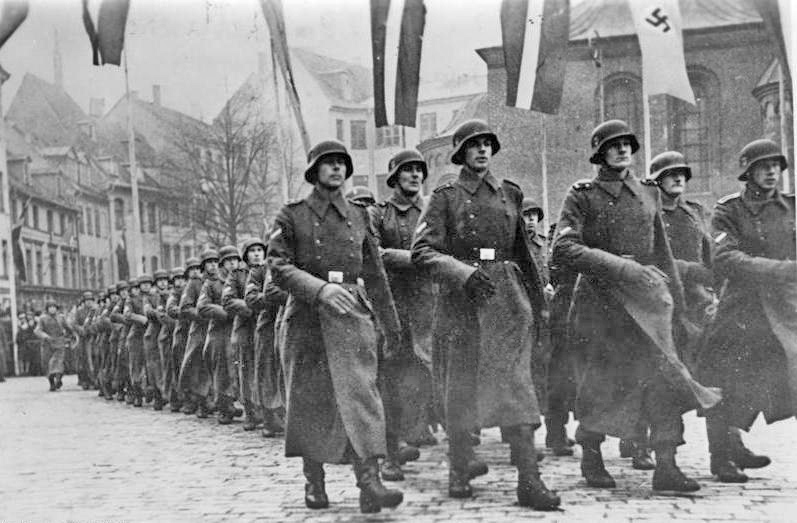
Парад латышских легионеров в честь дня основания Латвийской Республики.
Рига, Домская площадь, 18 ноября 1943 года.

Возрастающая потребность в живой силе вынудила нацистское руководство изменить отношение к участию в войне прибалтийских народов. В 1943 году немецкие оккупационные учреждения согласились вернуть жителям Латвии национализированную при Советской власти собственность, однако выдвинули требование о вступлении латышей в создаваемый легион СС. Публицист Юрис Пайдерс считает это сделкой с латвийской элитой: собственность в обмен на согласие перемолоть десятки тысяч молодых мужчин простого сословия в жерновах войны. Латвийская элита, в отличие от литовской, при этом показала, что для неё возвращение собственности важнее возвращения государственности. Были лишь отдельные выступления против этой сделки: например, бывший министр правительства К. Улманиса, а в 1943 году на начальном этапе создания латышского самоуправления его генеральный директор Алфред Валдманис заявил: «Мы хотели честно сражаться за свой народ, своё государство, свою землю, за место своего народа в Европе. Кроме того, мы хотели сражаться не как наёмные „стражи порядка“, а как честные солдаты». Однако эти выступления быстро были подавлены.

### Мобилизация в легион
В январе 1943 года Гитлер разрешил создать Латышский легион СС. После разгрома немецких войск под Сталинградом 10 февраля Гитлер подписал приказ о формировании Латышского добровольческого легиона СС. В него вошла часть латвийских добровольческих частей, созданных ранее и уже принимавших участие в боевых действиях. В 1943 году была создана 15-я ваффен-гренадерская дивизия СС, а в 1944 году — 19-я ваффен-гренадерская дивизия СС.
Несмотря на то, что формально было объявлено, что легион создаётся на добровольных началах (в его названии было слово нем. Freiwilligen — «добровольческий»), фактически формирование легиона осуществлялось, в основном, в порядке принудительной мобилизации мужского населения определённых возрастов. Добровольно пошли служить около 15 % призванных.

#### Первая волна призыва
23 февраля 1943 года генеральный комиссар Латвии Отто-Генрих Дрекслер издал приказ о призыве мужчин 1919—1924 годов рождения на военную службу. Призыв с самого начала осуществлялся от имени ваффен-СС.
Для мобилизации в Риге создали управление по пополнению (SS-Ersatz Kommando Ostland). По свидетельству работника одной из призывных комиссий Бориса Инфантьева, в первую волну призыва попали люди различных национальностей, кроме русских, цыган и поляков, ростом не менее 168 см.
Вся «добровольность» заключалась в том, что после освидетельствования врачебной комиссией мобилизованным предоставлялось право выбора места службы: либо в латышский легион СС, либо в обслуживающий состав немецких войск, либо на оборонные работы. По сравнению с последними, легионеры пользовались лучшим продовольственным и материальным обеспечением, что привело к тому, что большинство изъявило желание пойти в легион. Вступавшим тут же предлагалось дать подписку, что делают это они добровольно.
Первоначально призыв регламентировался немецкими оккупационными правилами об исполнении трудовой повинности в оккупированных восточных районах (Arbeitsdienst), установленной приказом рейхскомиссариата «Остланд» от 17 декабря 1941 года. Позднее стали ссылаться на латвийский закон о всеобщей военной службе. От призыва освобождались занятые на заводах, выполняющих заказы немецкой армии и работающие в военизированных учреждениях (полиция).

23 марта 1943 года в газете «Кауэнер Цейтунг» было опубликовано следующее сообщение:
По указу ГИТЛЕРА, 27 февраля началось формирование Латвийского легиона, как замкнутого боевого соединения в рядах войск СС. Формирование в основном закончено. На пост командующего легионом назначен генерал БАНГЕРСКИЙ с одновременным присвоением ему чина генерал-майора и бригаденфюрера. Генерал БАНГЕРСКИЙ, а также его начальник штаба, произведенный в штандартфюреры легиона, полковник СИЛГАЙЛИС, принесли торжественную присягу.
Командовал легионом немецкий генерал Кристиан Хансен, а латыш Рудольф Бангерский был назначен генеральным инспектором.
24 марта рейхсфюрер СС Генрих Гиммлер издал приказ, уточняющий понятие «Латышский легион» в качестве общего обозначения для всех латышей, в том числе и для тех, которые уже проходили службу в латышских воинских формированиях, включая полицейские батальоны.

28 марта в Риге каждый легионер давал присягу Адольфу Гитлеру:
Именем бога, я торжественно обещаю в борьбе против большевиков неограниченное послушание Главнокомандующему вооружёнными силами Германии Адольфу Гитлеру и за это обещание я, как храбрый воин, всегда готов отдать свою жизнь.
После этого в апреле 1943 года в Латвии была проведена регистрация мужского населения ещё семи возрастов, с 1912 по 1918 г. рождения, также подлежащих мобилизации в Латышский легион. Но вскоре и этого оказалось недостаточно. Уже в мае стала проводиться мобилизация мужчин, начиная с 1899 года рождения, причём в легион стали зачислять всех бойцов добровольческих отрядов по борьбе с партизанами. Пункты по формированию легиона были организованы в большинстве уездных городов Латвии.
В результате, в мае 1943 года на основе шести латвийских полицейских батальонов (16, 18, 19, 21, 24 и 26-го), действовавших в составе группы армий «Север», была организована Латвийская добровольческая бригада СС в составе 1-го и 2-го латвийских добровольческих полков. Одновременно был произведен набор добровольцев десяти возрастов (1914−1924 годов рождения) для 15-й Латвийской добровольческой дивизии СС, три полка которой (3-й, 4-й и 5-й латвийские добровольческие) были сформированы к середине июня.

#### Вторая волна призыва
В повестках, рассылавшихся мобилизованным летом 1943 года, о добровольности уже не упоминалось, зато сама повестка служила основанием для прекращения трудовых отношений с работодателем, бесплатного проезда до призывной комиссии и распоряжения о материальном обеспечении семьи призывника.
«Без каких-либо пояснений, деклараций, объявлений призывные повестки стали рассылать всем без различия национальностей, разумеется, и тем латышам, которые ещё по той или иной причине не были мобилизованы», — вспоминает Инфантьев, ссылаясь также на многочисленные мемуары других очевидцев событий.
Однако настроение мобилизованных было неустойчивым. Отмечались факты уклонения от мобилизации и даже дезертирства из легиона. В донесении НКГБ первому секретарю ЦК Компартии Латвии Я. Калнберзину от 24 июля 1943 года сообщалось, что из 500 человек, мобилизованных в четырёх латгальских уездах, ещё до отправки к месту формирования сбежало 100 человек. Многие скрывались в лесах. В городе Зилупе мобилизованные пели советские песни, в городе Лудзе произошло столкновение мобилизованных с полицией.

#### Третья волна призыва
К осени 1943 года призыву подлежали уже все мужчины определённых возрастов, однако началось довольно массовое уклонение от явки на призывные комиссии. «Пусть воюют те, у которых мечта о родине действительно так велика, что они готовы пожертвовать своей жизнью», — говорили мобилизуемые, скрываясь от службы.
Чтобы противостоять этим настроениям, дальнейший призыв осуществлялся уже от имени местного инспектора Легиона генерала Бангерского, в повестках делалось указание на ответственность за уклонение от призыва.

18 ноября 1943 года:
Перед лицом собравшихся в Риге бургомистров всех латвийских городов генерал Бангерский объявил мобилизацию военнообязанных латышей первым шагом к восстановлению государственной независимости Латвии, подчеркнув в своём выступлении, что без успешной обороны Латвии от Красной армии латышами никогда не будет ни латвийской армии, ни свободного латвийского государства.
Немецкие оккупационные власти прибегли в декабре 1943 года к мобилизации мужского населения 1918−1922 годов рождения. Поскольку это были люди уже совсем взрослые, некоторые из них занимали ответственные посты и в администрации, и на производстве, их явка на призывную комиссию резко снизилась. По мнению Б. Инфантьева, сыграло роль и то, что уже уклонившиеся от призыва находили новые способы обойти его. А. Силгайлис свидетельствует о том, что на второй и третьей комиссиях неявка составила 32,5 % — 6645 человек.
В феврале 1944 года советское наступление было остановлено, однако угроза его возобновления сохранялась, что заставило оккупационные власти и местное латвийское самоуправление активизировать мобилизационные мероприятия. Призывной возраст был поднят до 37 лет, и только лица, занятые в военной промышленности и негодные по состоянию здоровья, всё так же освобождались от призыва. Для подготовки призывников на основе учебно-запасного батальона 15-й дивизии была развернута 15-я учебно-запасная бригада трёхполкового состава.

#### Способы уклонения от мобилизации
Ввиду того, что под призыв начали подпадать квалифицированные рабочие и управленцы, Генеральная дирекция выпустила инструкцию, позволявшую только генеральным директорам ведомств принимать решения об освобождении от призыва в связи с незаменимостью — УК («Unabkommlichkeitskarte»). Без внимания оставили также прошения церковных епископов об освобождении семинаристов, поскольку считалось, что они лишь готовились к посвящению в сан.
В выдаче УК, по воспоминаниям легионеров, процветала коррупция: освобождение на год стоило тысячу марок[что?], на год — пять тысяч[что?]. «Если дать сигареты, водку, шпек или масло, то результаты ещё надежнее», — писал Я. Зариньш. Первоначально подкуп осуществлялся прямо через призывные комиссии и Управление труда (Арбейтсамт), потом схема усложнилась.
Использовались и традиционные приемы, получившие популярность среди латышей в Первую мировую войну. Об этом пишет Генрих Крекенталс: «Часть [призывников] пробовала уклоняться от призыва в армию. Богатеи откупались, скажем, свиньёй, другие прятались, иные курили шелк, чтобы в лёгких при просмотре на рентгене видны были бы пятна».
Борис Инфантьев указал на ещё один канал освобождения от мобилизации: направление призывника на производство, выполняющее военные заказы (ремонт техники и так далее) и потому считающееся частью военной машины. Инфантьеву лично удалось избавить от службы в легионе четырёх человек, договорившись об их трудоустройстве на фирме «Даймлер-Бенц» через хорошую знакомую немку, служившую в этой фирме в Риге. Эти акты саботажа раскрыты не были.

#### Завершение формирования
Наказанием за невыполнение приказа о мобилизации была смертная казнь. Фрагмент доклада шефа Главного управления СС Г. Бергера рейхсфюреру СС Г. Гиммлеру от 13 июня 1944 года. «Первые переговоры с группенфюрером СС Бангерскисом. Достигнута договорённость, что акцию по новому призыву необходимо хорошо подготовить, а в случаях дезертирства и неявки реагировать очень строго, дезертиров арестовывать и расстреливать в течение 48 часов».
В июне 1944 года наименование «добровольческий» (нем. Freiwilligen) было заменено на «Waffen». Соответственно, полное наименование 15-й дивизии звучало теперь так: (нем. 15 Waffen-Grenadier-Division der SS (lettische Nr. 1)).
За счёт полученного по мобилизации пополнения удалось увеличить численность Латвийской бригады СС и развернуть её в дивизию. Таким образом, в составе легиона оказались две дивизии: 15-я гренадерская дивизия СС (1-я латышская) и 19-я гренадерская дивизия СС (2-я латышская). Их численность по состоянию на 30 июня 1944 года составляла: 15-й — 18 412 солдат и офицеров, 19-й — 10 592.

## Присяга
Клянусь Богом этой святой клятвой, что в борьбе с большевизмом
я буду оказывать верховному главнокомандующему германских вооруженных сил Адольфу Гитлеру абсолютное повиновение и как бесстрашный солдат,
я положу свою жизнь за эту клятву.
Оригинальный текст (латыш.)Es zvēru Dievam šo svēto zvērestu, ka cīņā pret boļševismu

es sniegšu Vācijas bruņoto spēku augstākajam komandierim Ādolfam Hitleram absolūta paklausība un kā bezbailīgs karavīrs,

Es likšu savu dzīvi par šo zvērestu.

## Состав
Легион был построен по образцу соединений немецкой армии, высший командный состав состоял преимущественно из немецких офицеров, средние командные должности в легионе занимали бывшие офицеры латвийской армии, вооружены были легионеры немецким, чешским и румынским оружием, обмундирование частично принадлежало бывшей латвийской армии, частично войскам СС. Команды отдавались на латышском языке.
- 15-я добровольческая пехотная дивизия СС (1-я латышская):
  - 32-й, 33-й и 34-й гренадёрские стрелковые полки СС;
- 19-я добровольческая пехотная дивизия СС (2-я латышская):
  - 42-й, 43-й и 44-й гренадёрские стрелковые полки СС.[19]

## Боевые действия
Первый раз совместно латышские дивизии участвовали в боевых действиях против наступающих советских войск 16 марта 1944 года. Это произошло в районе реки Великой, юго-восточнее города Остров (Псковская область). Обе дивизии вошли в состав 6-го корпуса СС, который был подчинен 18-й армии (группа армий «Север»). С 1952 года эта дата отмечается организацией «Даугавас Ванаги» как День памяти латышских легионеров.
Немецкая группировка, в состав которой входили 15-я и 19-я латышская дивизия СС, попала в «Курляндский котел». 19-я дивизия продолжала сражаться там даже после капитуляции немцев в Берлине. В 1946 году покинувшие Латвию легионеры были выданы Швецией обратно СССР.
15-я дивизия осенью 1944 года была переброшена в Пруссию. В апреле 1945 года, после боев в Западной Пруссии, остатки 15-й дивизии были переформированы и усилены до 8000 человек в Мекленбурге. В апреле 1945 года она приняла участие в боях за Нойбранденбург и позже сдалась американским войскам. А разведывательный батальон 15-й дивизии в конце апреля 1945 г. был переброшен в Берлин, где участвовал в последних боях за столицу Третьего рейха. 3 мая 1945 года последние бойцы разведывательного батальона покинули позиции в министерстве авиации. До того они покинули рейхстаг как последняя часть, его оборонявшая.
Из 115 тысяч солдат и офицеров легиона свыше 40 тысяч погибли и почти 50 тысяч попали в советский плен.

## Военные преступления легиона
Офицер штаба РОА поручик В. Балтиньш.
 доклад от 26 мая 1944 года полковнику В. Позднякову*.
… < > …23 апреля 1944 года пришлось мне быть в деревне Морочково. Вся она была сожжена. В погребах хат жили эсэсовцы. В день моего прибытия туда их должна была сменить немецкая часть, но мне всё-таки удалось поговорить на латышском языке с несколькими эсэсовцами, фамилии коих не знаю. Я спросил у одного из них, почему вокруг деревни лежат трупы убитых женщин, стариков и детей, сотни трупов непогребённых, а также убитые лошади. Сильный трупный запах носился в воздухе. Ответ был таков: «Мы их убили, чтобы уничтожить как можно больше русских».

После этого сержант СС подвел меня к сгоревшей хате. Там лежало также несколько обгорелых полузасыпанных тел. «А этих», — сказал он, — «мы сожгли живьём»...

Когда эта латышская часть уходила, она взяла с собой в качестве наложниц нескольких русских женщин и девушек. Им вменялось в обязанность стирать бельё солдатам, топить бани, чистить помещения и т. п.

После ухода этой части не более ротного соединения я с помощью ещё нескольких человек разрыл солому и пепел в сгоревшей хате и извлекли оттуда полуобгорелые трупы. Их было 7, все были женскими и у всех к ноге была привязана проволока, прибитая другим концом к косяку двери. Мы сняли проволоку с окоченевших обгорелых ног, вырыли семь могил и похоронили несчастных, прочитав «Отче наш» и пропев «Вечную память».

… < > …Не помню названия деревни, в которой моё внимание привлекла туча мух, круживших над деревянной бочкой. Заглянув в бочку, я увидел в ней отрезанные мужские головы. Некоторые были с усами и бородами. Вокруг деревни мы нашли немало трупов расстрелянных крестьян. После разговора с уцелевшими жителями у нас не осталось сомнения в том, что и здесь также оперировали латышские СС, показавшие своё мужество и неустрашимость в расправах над беззащитным населением.

Всё остальное, творимое ими, кажется ничтожным по сравнению с той страшной бочкой и заживо сожжёнными в хате женщинами.

… < > …К сожалению, ни названия, ни номера частей, занимавшимися зверствами, я не знаю.
*Полковник В. Поздняков — бывший адъютант А.А. Власова, направленный в Ригу отделом пропаганды вермахта 
19-я латышская дивизия СС принимала непосредственное участие в карательных акциях против советских граждан на территориях Ленинградской и Новгородской областей.

### Карательные акции
В 1943 году части дивизии участвовали в карательных операциях против советских партизан в районах городов Невель, Опочка и Псков (в 3 км от Пскова ими было расстреляно 560 человек).
Рота жандармерии 19-й латышской дивизии СС 18 декабря 1943 года расстреляла около 250 мирных жителей деревни Заля-Гора, западнее Новгорода. В начале января 1944 года рота участвовала в массовых расстрелах в городе Чудово Ленинградской области. 21 января в деревне Глухая были заперты в сарае и расстреляны из пулеметов около 200 человек. Всего с 18 декабря 1943 года по 2 апреля 1944 года подразделения 19-й латышской дивизии СС участвовали в карательных акциях, во время которых было уничтожено 23 деревни (в 13 из них расстреляны до 1300 человек).

### Насильственная депортация мирных жителей
В марте-апреле 1944 года при занятии позиции юго-восточнее города Остров, на дуге реки Великой, 19-я дивизия дотла сожгла все деревни по фронту протяженностью 12 километров, а мирное население было угнано в тыл Латвии. Таким образом было уничтожено около 2000 домов, показал помощник начальника пехоты 19-й латышской гренадерской дивизии ваффен-СС Валерий Кирштейн. Он также свидетельствовал, что при отступлении дивизии от Опочки по приказу её командира генерал-лейтенанта Бруно Штрекенбаха был организован насильственный угон населения по направлению к Лиепае. Таким образом силами дивизии было угнано 60 тысяч мирных жителей, в основном женщин и детей, их имущество разграблено, а домашний скот реквизирован военными, корма для скота сожжены. Людям разрешали взять в дорогу только самое необходимое.

### Убийство военнопленных
Участвовали военнослужащие латышских дивизий СС и в зверских убийствах захваченных в плен советских солдат, включая женщин.

В частности, 6 августа 1944 года личным составом 43-го стрелкового полка 19-й латышской дивизии СС были замучены 15 военнопленных из 65-го гвардейского стрелкового полка 22-й гвардейской стрелковой дивизии, захваченных в районе деревни Бобрыни (Латвийская ССР). Вот строки из спецсообщения начальника управления контрразведки СМЕРШ 2-го Прибалтийского фронта от 18 августа 1944 года «Об издевательствах немцев и их пособников из латышских частей СС над советскими военнопленными»:
В ночь на 6 августа с.г. 65-й гвардейский стрелковый полк 22-й гвардейской стрелковой дивизии в районе деревни Бобрыни (Латвийская ССР) производил наступательную операцию. Немцы и латыши из дивизии СС обошли боевые порядки гвардейцев, напали на них с тыла и отрезали небольшую группу советских солдат и офицеров от своих подразделений. Во время боя было ранено 43 бойца и командира, которые ввиду тяжелой обстановки не могли быть эвакуированы. Захватив пленных, немецкие мерзавцы устроили над ними кровавую расправу. Рядовому Караулову Н. К., младшему сержанту Корсакову Я. П. и гвардии лейтенанту Богданову Е. Р. немцы и предатели из латышских частей СС выкололи глаза и нанесли многие ножевые ранения. Гвардии лейтенантам Кагановичу и Космину они вырезали на лбу звезды, выкрутили ноги и выбили сапогами зубы. Санинструктору Сухановой А. А. и другим трём санитаркам вырезали груди, выкрутили ноги, руки и нанесли множество ножевых ранений. Зверски замучены рядовые Егоров Ф. Е., Сатыбатынов, Антоненко А. Н., Плотников П. и старшина Афанасьев. Никто из раненых, захваченных немцами и фашистами из латышей, не избег пыток и мучительных издевательств. По имеющимся данным, зверская расправа над ранеными советскими бойцами и офицерами была произведена солдатами и офицерами одного из батальонов 43-го стрелкового полка 19-й латышской дивизии СС.
Этот факт подтверждает положение приговора Нюрнбергского трибунала, устанавливающее, что
…имеются доказательства того, что расстрел невооружённых военнопленных был обычным явлением в некоторых дивизиях СС…
Это напрямую касается латышских дивизий, в которых пленных уничтожали и более зверскими способами.

### Преступления в Польше

#### Трагедия в Подгае
Минимум одно преступление было совершено солдатами латышского добровольческого легиона СС в период, когда их соединение входило в состав боевой группы «Эльстер» (нем. Kampfgruppe Elster).
Ночью 29 января 1945 года бойцы 1-й армии Войска Польского пересекли довоенную польско-немецкую границу, взяли город Злотув и дошли до реки Гвда, за которой простиралась защитная полоса Поморского Вала. 31 января 1-я польская пехотная дивизия им. Т. Костюшко (1-я армия) начала тяжёлые бои за деревню Подгае (тогда Flederborn) — пункт сильного сопротивления гитлеровцев.
С целью обследования системы обороны и сил противника в районе Подгае и, при благоприятных условиях, занятия и удержания деревни до подхода основных сил, около двух часов дня отправилась 4-я рота подпоручика Альфреда Софки, вместе с силами поддержки насчитывая около 80 человек. Отряд наткнулся на превосходящие силы нацистов из состава 15-й латышской добровольческой дивизии СС, входящей в состав боевой группы «Эльстер» (Kampfgruppe Elster). Поляки были окружены, но продолжали сражаться в течение всего дня (около 2-х часов), пока не кончились патроны и перевязочные средства. Потери составили 50 %. Поляки вынуждены были сдаться (такое решение принял лейтенант Софка). В плен попало 37 солдат.
Латышские легионеры тяжело раненых в плен не брали, убивая их на месте. Остальных пленных привели в Подгае, заперли в овине и, как положено, передали немцам. Во время допросов поляков подвергли пыткам, и они решили бежать, но их побег не удался. Гитлеровцы поймали практически всех, за исключением троих убитых, в том числе командира роты, а также подпоручика Збигнева Фругалы и капрала Бондзелевского, которым удалось бежать (скрыться в лесу) (первый после войны остался в армии и дослужился до звания полковника, а второй погиб во время боёв за Берлин). Остальных пленных польских бойцов — 32 человека — немцы связали колючей проволокой, облили бензином и сожгли заживо в закрытом овине. Самому старшему из солдат — рядовому Феликсу Буевичу — было 48 лет. Самому молодому — рядовому Юлиану Возьняку — ещё не исполнилось и 20. Большинство погибших солдат были всего на несколько лет старше его.
По утверждению Иосифа Корена, очевидцы — местные жители — рассказывали, что солдаты латышского легиона СС во время сжигания поляков живьём пели и плясали вокруг овина. О преступлении латышских легионеров стало известно через три дня, когда деревня была отвоёвана и освобождена польскими войсками, обнаружившими останки 32 своих сгоревших товарищей.
О событиях в Подгае широкая общественность узнала благодаря фильму «Элегия» (1979) режиссёра Павела Коморовского.

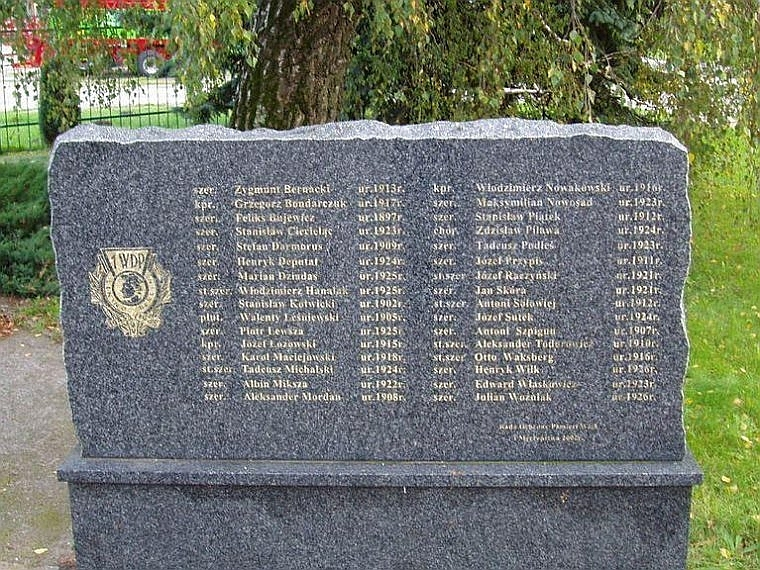
Памятник в Подгае в память о сожжённых заживо 32 польских солдатах. 2009 год.

В 2011 году было опубликовано исследование Юргена Фритца и Эдварда Андерса (США), в котором ставится под сомнение ход событий в Подгае, как он описывался в польских источниках. В частности утверждается, что латышские части не могли участвовать в пленении роты Софки, так как прибыли в Подгае только вечером 31 января, а бой происходил ещё днём. Также делается вывод, что маловероятно сожжение живьём польских военнопленных. Вместе с тем, высказывается мнение, что общее число расстрелянных польских пленных могло достигнуть 160−210, а расстрелы, вероятнее всего, производили немецкие части СС, которые вместе с латышскими и голландскими подразделениями принимали участие в обороне посёлка.
В 2002 году на месте трагедии был установлен памятник, символизирующий пламя горящего овина. На обелиске — герб 1-й пехотной дивизии Войска польского им. Тадеуша Костюшко и фамилии, звания и даты рождения погибших польских военнопленных. На стенде — надпись: «2 февраля 1945 г. гитлеровцы сожгли живыми в стоявшем на этом месте овине 32 воинов 3-го стрелкового полка 1-й пехотной дивизии имени Тадеуша Костюшко, сражавшихся за возвращение пястовских земель Родине-Матери».

### Преступления в Белоруссии
Историк Сергей Кудряшов утверждает, что за февраль и март 1944 года латышские легионеры СС уничтожили в Витебской области Белоруссии 138 деревень, убили 17 тысяч человек и угнали в Германию ещё 13 тысяч. В основу его публикации легли материалы из российских источников последнего времени.
В докладе офицера РОА поручика Балтиньша приводится высказывание одного из легионеров «Мы их убили, чтобы уничтожить как можно больше русских!»
В начале мая мес. (1944 года) в районе деревни Кобылиники в одной из ложбин мы видели около трёх тысяч тел расстрелянных крестьян, преимущественно женщин и детей. Уцелевшие жители рассказывали, что расстрелами занимались „люди, понимавшие по-русски, носившие черепа на фуражках и красно-бело-красные флажки на левом рукаве“ — латышские СС.

## Мнения

### Мнение латвийских историков
Согласно сохранившимся документам, воспоминаниям участников войны и публикациям в СМИ, легион вряд ли было возможно создать, если бы Латвия не была аннексирована Советским Союзом в 1940 году. По заявлениям Министерства иностранных дел Латвии, первый год советской оккупации был для них страшным и вызвал в латышском обществе, дотоле позитивно настроенном к Советской России, глубокую вражду к СССР. Настроения солдат в контексте этих событий в своём сообщении описал немецкий офицер, командир 15-й дивизии, оберфюрер А. Акс. 27 января 1945 года он писал:
Прежде всего они — латыши! Они хотят самостостоятельное латвийское национальное государство. Будучи поставленными перед выбором: Германия или Россия, они выбрали Германию, потому что ищут сотрудничества с цивилизацией Запада. Немецкое владычество им видится меньшим злом. Ненависть к России углубила оккупация Латвии … Они рассматривают борьбу против России, как свой национальный долг.
Многие латыши рассматривали легион как ядро будущей национальной армии и напрямую связывали участие в войне против СССР с борьбой за восстановление независимости Латвии. Взгляды и настроения легионеров чётко прослеживаются в их письмах к родным. Как свидетельствует сохранившийся отчёт почтового цензора 15-й дивизии, в письмах солдат чаще всего высказывается мысль о том, что для того, чтобы сражаться, рядом с «негативной целью» — защитой от большевизма — должна присутствовать и «позитивная цель» — автономия Латвии. Однако летом 1944 года, с приближением фронта к границам Латвии, это требование отошло на второй план, поскольку главной заботой для легионеров СС стала прямая угроза их Родине со стороны советских войск.
Фактически об этом же свидетельствуют и другие документы. Вот фрагмент сообщения начальника полиции безопасности и Службы безопасности Латвии оберштурмбаннфюрера СС Р. Ланге от 1 августа 1943 года:
…Замечено, что военнослужащие латышской бригады, которые находятся на фронте, вследствие общих фронтовых событий, выступают за сотрудничество с немцами, однако в латышских вооружённых подразделениях, которые проходят обучение на родине, всё чаще отмечаются явно националистические настроения и неприятие всего немецкого. Офицерский корпус очевидно находится в рядах нарастающего шовинистического влияния. Это выражается в недисциплинированности и враждебном отношении к немцам в войсковых частях…

### Другие мнения
Никто никогда не говорил, что человек, который был в латышском легионе СС, за это должен быть привлечен к ответственности. Это неправда. Мы знаем, что латышский легион СС был создан в марте 1943 года, когда почти все евреи уже были убиты, но правда в том, что некоторые из людей, которые были членами легиона СС, ранее участвовали в преступлениях против евреев. Когда мы говорим, что мы хотим этих людей призвать к ответственности и судить, то это происходит из-за тех преступлений, которые они совершили в 1941 и 1942 году, а не потому, что они были в легионе СС. Директор Иерусалимского бюро Центра Симона Визенталя Э. Зурофф в интервью передаче "Vakara intervija".
Если вас устраивает, что они маскируются под борцов за независимость, то вы, по-моему, не понимаете сути вещей. Правда в том, что людям приходилось принимать тяжелое решение. Но если вы выбрали неправильную сторону, если поддержали режим, который убил десятки миллионов людей, то не думайте, что вы — герои. …Самое печальное, что я сегодня видел во время шествия молодых людей, которые шли с флагами современной, демократической Латвии, чтобы выразить почтение этим людям. Это создает представление о том, что в Латвии поддерживают людей, которые воевали за нацистскую Германию. И если кто-то это поддерживает, то он занял неправильную сторону. Директор Иерусалимского бюро Центра Симона Визенталя Э. Зурофф
о мероприятиях в Риге 16 марта 2010, посвящённых памяти солдат Латышского легиона СС
В научном сообществе есть мнение о наличии у Латышского легиона СС признаков преступной организации, отмеченных Нюрнбергским трибуналом: процедура мобилизации призывников в Легион не была исключительно принудительной, члены Легиона осознавали преступный характер организации СС и, таким образом, были причастны к совершению преступлений против человечности.

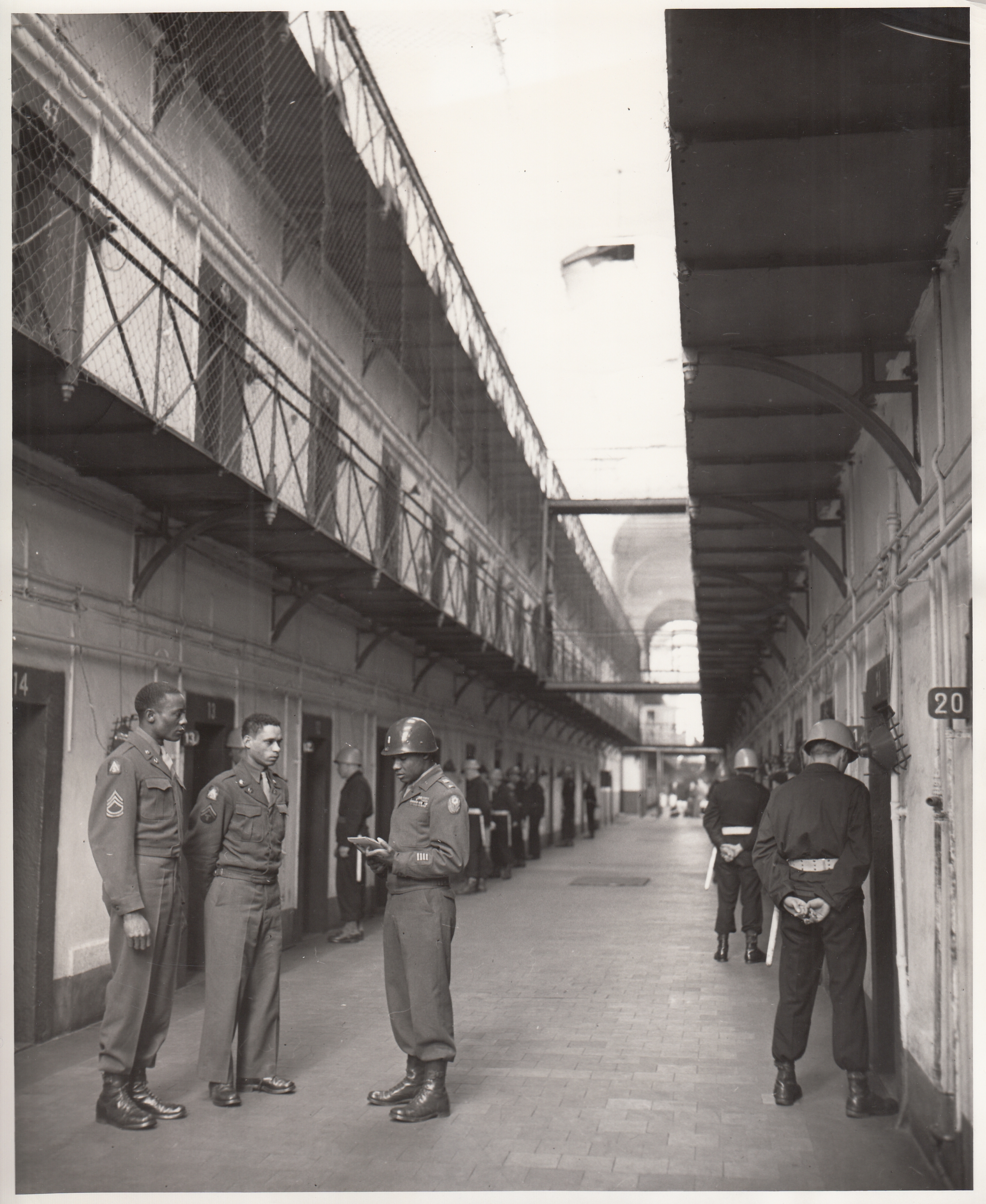
Крыло уголовных заключённых I. Нюрнберг, 1947. Во время трибунала здесь находились Герман Геринг, Рудольф Гесс и другие высокопоставленные нацистские лидеры. Охрана из стран Балтии — бывшие легионеры — вместе с американским персоналом несут охранную службу. Они наблюдают за заключенными и проверяют камеры.

## Послевоенный период

### Плен и освобождение на западе и в СССР
Около 30 тысяч латышских солдат стали военнопленными западных союзников, сдавшись им в плен после капитуляции Германии. В декабре 1945 года латышские военнопленные в лагере в Бельгии создали организацию «Ястребы Даугавы». Латвийским организациям удалось убедить союзников, что латышские легионеры должны рассматриваться как граждане независимой Латвии, незаконно призванные на военную службу, поэтому вскоре они были освобождены из лагерей военнопленных и позже получили разрешение на эмиграцию в Великобританию, США и другие страны Запада. Многие из них служили рабочими и помощниками охранников в вооружённых силах США и Великобритании, дислоцированных в Германии. Уже на Нюрнбергском процессе недавние товарищи по оружию охраняли нацистских преступников.
Небольшую группу латышских легионеров выдала Советскому Союзу Швеция.
Легионеры, взятые в плен Красной Армией, согласно Постановлению ГОКО от 18 августа 1945 г. № 9871с и Постановлению Совнаркома СССР от 21 декабря 1945 г. № 3141-950сс были направлены на расселение в северные районы СССР сроком на 6 лет наряду с «власовцами» и прочими коллаборационистами. Однако уже 16 марта 1946 года первый секретарь Компартии Латвии Я. Калнберзин и глава правительства В. Лацис обратились с письмом к заместителю председателя советского правительства В. М. Молотову, в котором повторили тезис о принудительной мобилизации в Легион и о том, что их соотечественники всячески уклонялись от неё, а поэтому с их осуждением после войны «большое количество семей граждан Латвийской ССР лишились своих кормильцев. На этой почве у оставшихся родственников, которые, в своем большинстве, старики, женщины и дети, создалось подавленное настроение, которое со всей остротой проявилось на всех предвыборных собраниях в период избирательной кампании в Верховный Совет и до сих пор продолжает сильно волновать оставшихся многочисленных родственников. Учитывая, что отправка бывших легионеров в глубь страны вызвала отрицательные настроения среди населения Латвии и принимая во внимание, что Латвийская ССР весьма нуждается в рабочей силе… что т. н. легионеры в немецкую армию были мобилизованы насильно, а некоторые из них прямо со школьной скамьи, причем все они в условиях Советской Латвии находились лишь около года (1940—1941 гг.) и за это время не смогли проникнуться советским влиянием, просим пересмотреть вопрос о бывших легионерах, за которыми нет ничего другого кроме службы в легионах,— не поселять в северных районах СССР, а вернуть в Латвийскую ССР к своим семьям и хозяйствам».
Правительство СССР отреагировало на просьбу оперативно: 13 апреля того же года было принято Постановление СМ № 843-342сс «О возвращении на родину репатриантов — латышей, эстонцев и литовцев». Оно предусматривало, что в течение 1946 года бывшие легионеры латышской, эстонской и литовской национальностей должны были быть освобождены и возвращены на родину. Служащих легиона других национальностей постановление не коснулось.

### Новейшая история
16 марта каждого года считается Днём памяти латышских легионеров. С 1998 по 1999 гг. был официальным.
В этот день в Латвии (главным образом в Риге и на мемориальном кладбище в Лестене) проводятся торжественные мероприятия где участвуют родственники павших легионеров, неравнодушные люди, ветераны и национальные организации.
- В 1992 году в военном музее города Риги открыта экспозиция о штандартенфюрере СС Пленснере. Именно ему были подчинены латышские нацистские формирования, которые по его приказу летом 1941 года убили в Латвии многие тысячи граждан еврейской национальности.[34]
- 16 марта 1995 года, в День памяти легионеров, на Братском кладбище в Риге были захоронены привезённые из Германии останки бывшего генерал-инспектора Латышского легиона СС генерала Рудольфа Бангерского.[34]
- В 1997 году в СМИ Германии разразился скандал по поводу представленных латвийским правительством списков уцелевших жертв нацизма для получения денежной компенсации. К 120 узникам нацистских концлагерей Латвия добавила 10000 ветеранов СС.[34]
- 16 марта 1998 года впервые в Риге было получено разрешение на официальное шествие членов обеих латышских дивизий СС, в котором принял официальное участие действующий (на тот момент) командующий Национальными вооруженными силами Латвии Юрис Далбиньш,[48] который назвал легионеров «патриотами и борцами за свободу» (8 июня того же года[48] был отправлен в отставку из за плохого состояния здоровья).[49]
- 17 июня 1998 года парламент Латвии принял постановление о праздничных и памятных датах, в котором среди прочего был учреждён День памяти Латышских воинов 16 марта.[50]
- В 1998 году в местечке Лестене[латыш.] (Тукумский край, Курземе) создан мемориальный ансамбль и братское кладбище латышских легионеров, на котором «Общество национальных воинов» планирует продолжить перезахоронение погибших солдат,[51] перезахоронив на нём 5 тысяч легионеров, и создать в Лестене второе в Латвии по величине мемориальное братское кладбище.[52] На 2014 год на кладбище захоронено около 1100 солдат.[53]

В наши дни некоторые политические, общественные и религиозные деятели Латвии принимают участие в мероприятиях ветеранов латышского легиона СС в Лестене. В том числе, среди прочих замечена министр культуры И. Рибена.
27 сентября 1998 года в Лестене прошла торжественная церемония перезахоронения 10 воинов Латышского легиона, на которой, в частности, присутствовали командующий латвийского ополчения Земессардзе (исполнительный секретарь министерства обороны по вопросам интеграции в НАТО) Р. Граубе, а также бывший командующий Национальными вооруженными силами Латвии Ю. Далбиньш.(итд.)
- 29 октября 1998 года Сейм Латвии принял «Декларацию о латышских легионерах Второй мировой войны». Согласно комментариям и разъяснениям в СМИ, этим документом правительству Латвии вменяется в обязанность требовать от стран-оккупантов и их правопреемников компенсации за ущерб, причинённый мобилизацией в оккупационные армии, а также заботиться об устранении посягательств на честь и достоинство латышских воинов в Латвии и за её пределами.[34] МИД[54] и Госдума России назвали данную декларацию «откровенно провокационной».[55]
- В 2008 году исполнительный директор Риги Андрис Гринбергс отклонил заявку националистической организации «Союз национальной силы[латыш.]» (NSS), в соответствии с которой 16 марта намечалось проведение ежегодного шествия в память о латышских легионерах. В данном случае запрет на проведение шествия был аргументирован тем, что организация «Союз национальной силы» не прошла перерегистрацию в соответствующих учреждениях. Вместе с тем чиновник подчеркнул, что он не отказал в шествии, а лишь потребовал изменений места и времени его проведения.[56][57]
- 23 сентября 2018 года был открыт памятник военнопленным латышским легионерам в городе Зедельгем, Бельгия.[58] 31 мая 2022 года памятник был демонтирован.[59]

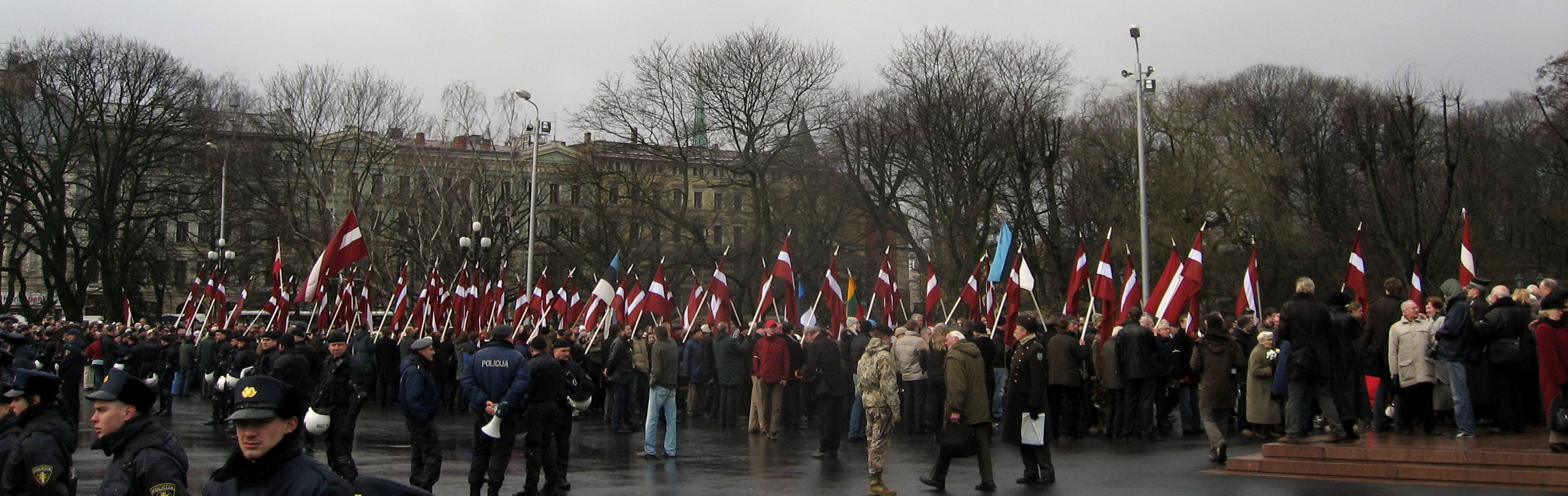
Шествие в День памяти латышских легионеров в Риге

## Расследование о бывших легионерах
16 марта 2020 года МИА «Россия сегодня» опубликовало доклад «Пособники нацистских преступлений. 96 ветеранов латышского легиона СС, которые ещё живы», в котором впервые приведены данные биографий добровольцев легиона, нашедших убежище в США, Канаде, Австралии, Аргентине, Бразилии, Великобритании и не понесших наказания, а также проживающих в Латвии после отбывания наказания по советскому законодательству. Председатель правления российского «Фонда поддержки и развития еврейской культуры, традиций, образования и науки» Михаил Чернов подчеркнул, что военные преступления не имеют срока давности, а совершивших их людей следует максимально жестко преследовать, чтобы «отбить желание следовать их идеям». «Будь тебе 90 или 100 лет — ты должен ответить по закону или, как минимум, не должен сохранить чистое имя. Эта информация должна распространяться, о ней должны знать власти и локальные сообщества тех стран, где живут сейчас эти люди».

Всего на 2020 год в Латвии и за её пределами проживало около 400 бывших легионеров. В современной Латвии они получают льготы от государства наравне с другими участниками Второй мировой войны. За рубежом они объединены в организацию «Ястребы Даугавы», которая получает поддержку МИДа ЛР. Некоторые из ветеранов легиона награждены государственными орденами Латвийской Республики.

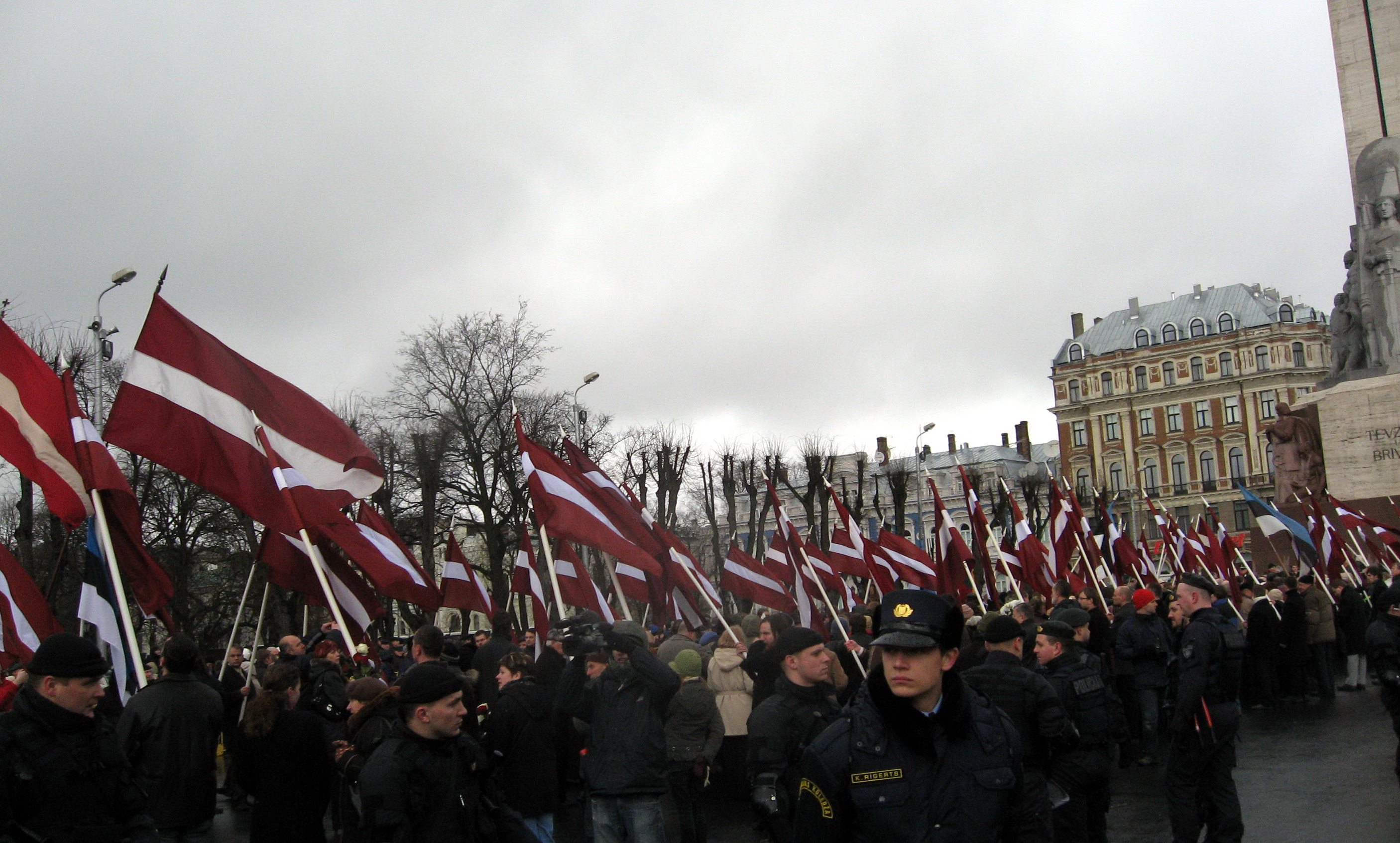
16 марта 2008 г. Шествие в День памяти латышских легионеров в центре Риги.
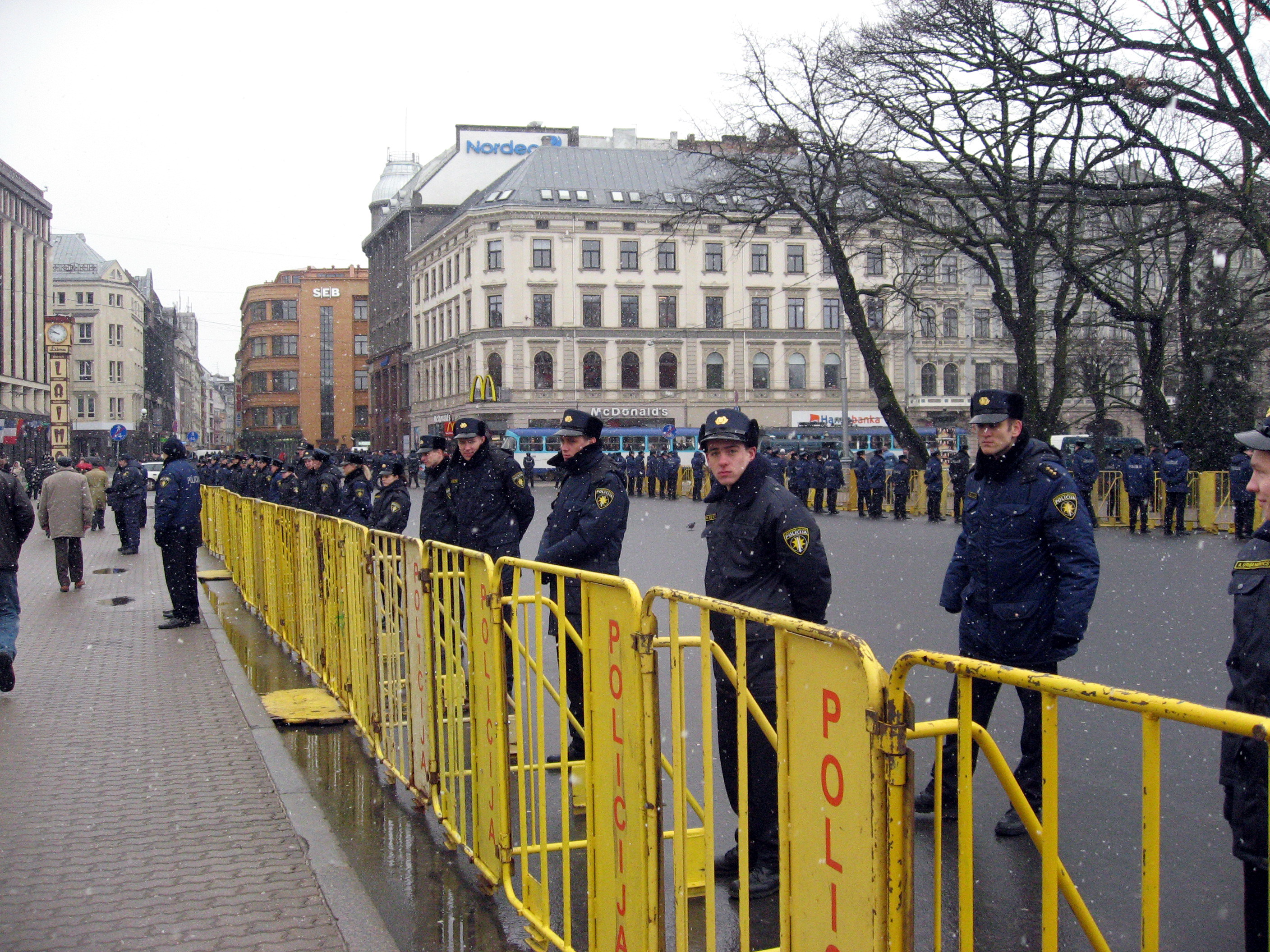
16 марта 2008 г. Ограждения для предотвращения нарушений общественного порядка.
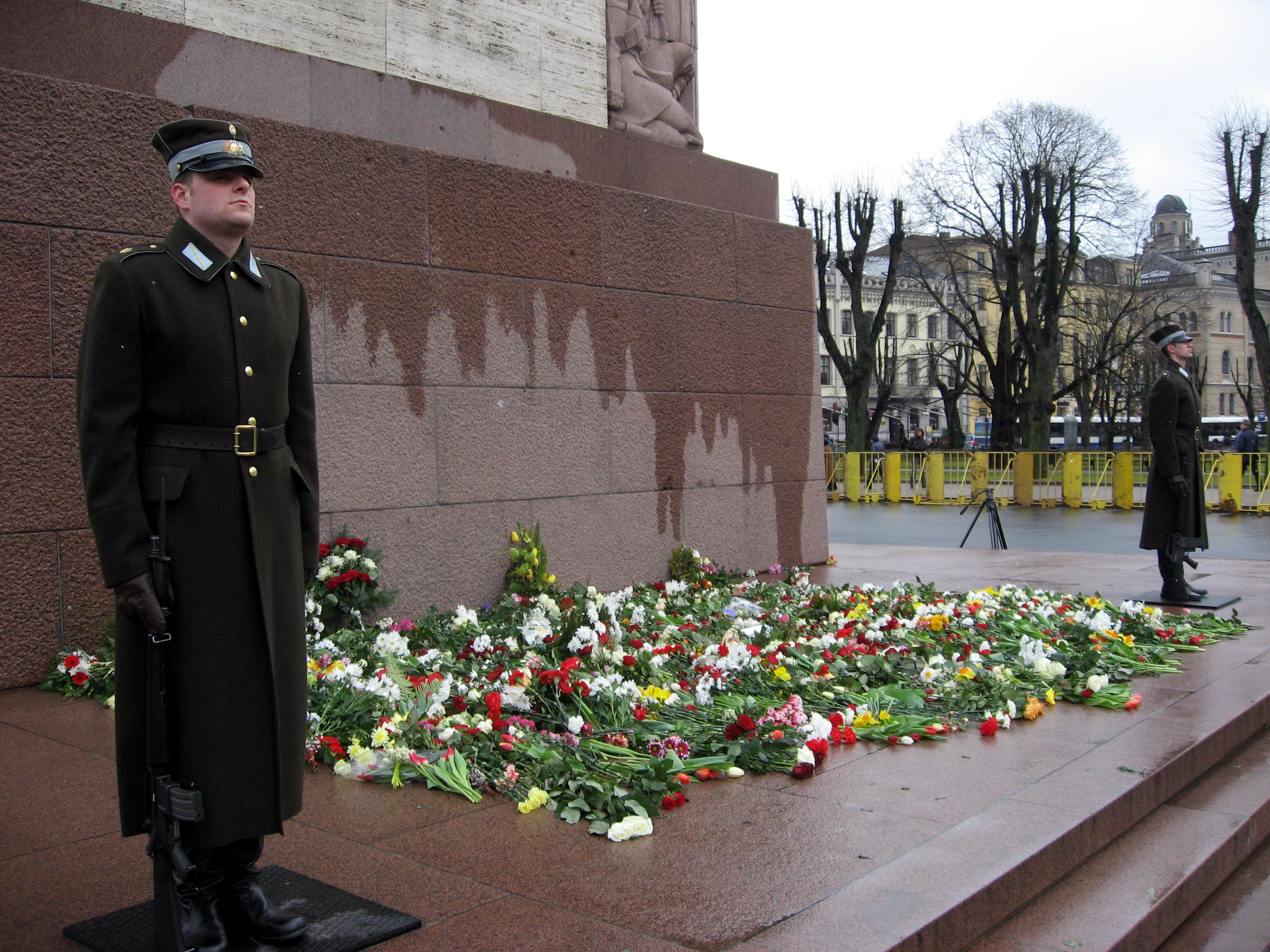
16 марта 2008 г. Цветы, возложенные участниками шествия к подножью памятника Свободы в Риге.

## В массовой культуре

### В кино
- Я всё помню, Ричард (Рижская киностудия, режиссёр Роланд Калныньш, 1966).
- В фильме «Иди и смотри», в роли командира карательного отряда снялся один из бывших военнослужащих Латышского легиона СС, ставший впоследствии советским актёром — Виктор Лоренц

### Музыка
- Песни легионеров , , ,

## Документальное кино
- «Латышский легион» : Документальный фильм / Фонд Сороса-Латвия, Министерство обороны Латвийской республики / Сценарий Улдис Нейбургс; режиссёр Инара Колмане; продюсер Жанете Ачушка; идея проекта Угис Спандегс. — Латвия: © Студия фильмов «Deviņi», 2000.
- «Войска СС: Элитные подразделения Гитлера» = «Waffen SS: Hitler’s Elite Fighting Force» (англ.) / Режиссёр Майкл Кэмпбелл; сценарий Аласдер Симпсон; продюсеры Терри Шанд, Дэвид МакУинни, Дэна Ивен. — Великобритания: © «PEGASUS», 2002
- «Нацизм по-прибалтийски» / по заказу © ОАО «ТВ Центр» / Сценарий Борис Чертков, Александр Ткаченко; режиссёр Борис Чертков; продюсер Валерий Шеховцов. — Россия: Продюсерский центр «Студия Третий Рим», 2006
- «Они присягнули Гитлеру» / по заказу © ОАО «ТВ Центр» / Автор Виталий Смирнов; режиссёр Виктор Добрынин; продюсер Алексей Пестов — Россия: ООО «Компания ТЕЛЕОСТРОВ», 2007 (недоступная ссылка)